# Ahmadia pentatropidis
Ahmadia pentatropidis är en svampart som beskrevs av Syd. 1939. Ahmadia pentatropidis ingår i släktet Ahmadia, divisionen sporsäcksvampar och riket svampar.   Inga underarter finns listade i Catalogue of Life.